# Rhythm of Love (musikalbum)
Rhythm of Love är ett musikalbum av Kylie Minogue som släpptes 1990.

## Låtlista
1. "Better the Devil You Know" – 3:54
2. "Step Back in Time" – 3:05
3. "What Do I Have to Do" – 3:44
4. "Secrets" – 4:06
5. "Always Find the Time" – 3:36 (Innehåller prov på Candy Man framfördes av The Mary Jane Girls)
6. "The World Still Turns" – 4:01
7. "Shocked" – 4:48
8. "One Boy Girl" – 4:35
9. "Things Can Only Get Better" – 3:57
10. "Count the Days" – 4:23
11. "Rhythm of Love" – 4:13